# Silene montserratii
Silene montserratii là loài thực vật có hoa thuộc họ Cẩm chướng. Loài này được (Fern.Casas) Mayol & Rosselló miêu tả khoa học đầu tiên năm 1999.